# Marcus Rohdén
Marcus Rohdén (ur. 11 maja 1991) – szwedzki piłkarz grający na pozycji prawego pomocnika. Od 2023 jest zawodnikiem tureckiego klubu Fatih Karagümrük SK.

## Kariera piłkarska
Swoją karierę piłkarską Rohdén rozpoczął w klubie Hössna IF. W 2007 roku podjął treningi w IF Elfsborg i w 2011 roku awansował do pierwszej drużyny. W tym samym roku został wypożyczony do grającego w 1. division, Skövde AIK. W 2012 roku wrócił do Elfsborga i 12 kwietnia 2012 zadebiutował w jego barwach w Allsvenskan w wygranym 2:0 domowym meczu z IFK Norrköping. W sezonie 2012 wywalczył z Elfsborgiem tytuł mistrza Szwecji. Z kolei w maju 2014 wystąpił w wygranym 1:0 finale Pucharu Szwecji z Helsingborgiem.
| Sezon | Klub        | Kraj    | Rozgrywki   | Mecze | Gole |
| ----- | ----------- | ------- | ----------- | ----- | ---- |
| 2011  | IF Elfsborg | Szwecja | Allsvenskan | 0     | 0    |
| 2011  | Skövde AIK  | Szwecja | 1. division | 4     | 0    |
| 2012  | IF Elfsborg | Szwecja | Allsvenskan | 22    | 2    |
| 2013  | IF Elfsborg | Szwecja | Allsvenskan | 28    | 4    |
| 2014  | IF Elfsborg | Szwecja | Allsvenskan | 28    | 5    |
| 2015  | IF Elfsborg | Szwecja | Allsvenskan | 27    | 7    |
| 2016  | IF Elfsborg | Szwecja | Allsvenskan | 15    | 4    |

## Kariera reprezentacyjna
Rohdén grał w młodzieżowych reprezentacjach Szwecji na różnych szczeblach wiekowych. W reprezentacji Szwecji zadebiutował 15 stycznia 2015 w wygranym 2:0 towarzyskim meczu z Wybrzeżem Kości Słoniowej rozegranym w Abu Zabi. W 87. minucie tego meczu strzelił gola.